# Comitê Revolucionário (Iêmen)
O Comitê Revolucionário, por vezes referido como Conselho Revolucionário ou comitês revolucionários é um corpo formado pelo grupo xiita zaidita Ansar Allah. Na sua  "declaração constitucional" de 6 de fevereiro de 2015 após tomar o controle da capital iemenita e grande parte do antigo Iêmen do Norte, o grupo declarou que o comitê atuaria como autoridade interina do Iêmen. O comitê recebeu a tarefa de formar um novo parlamento com 551 assentos, que iria então selecionar um conselho presidencial de cinco membros para governar o país por dois anos. 
O presidente do comitê é Mohammed Ali al-Houthi. 
Em 15 de agosto de 2016, o Comitê Revolucionário Supremo entregou o poder ao Conselho Político Supremo. 

## Reações internacionais
A legitimidade do comitê foi rejeitada por vários grupos de oposição do Iêmen, incluindo os rivais sunitas dos houthis do Partido Islah e do separatista Movimento do Sul, bem como as Nações Unidas, Estados Unidos e o Conselho de Cooperação do Golfo.